# Fred Hylands
Frederick E. Hylands (1872 – 14. října 1913) byl americký pianista, skladatel a vydavatel působící v letech 1887–1913.

## Životopis
Fred Hylands se narodil v roce 1872 ve Fort Wayne v Indianě Charlesi Hylandsovi a Mary Hylandsové (Whitneyové). Začal hrát na klavír již v útlém věku a do 15 let místy vystupoval se svou sestrou Ethel. Počátkem 90. let 19. století se Hylands přestěhoval do Chicaga a v roce 1895 si vzal za ženu zpěvačku a herečku Marii Francis Stevensovou. Následující rok se přestěhoval do New Yorku a byl najat jako pianista společností Columbia Phonograph Company, která v roce 1895 otevřela kancelář na 1159 Broadwayi. Hylands byl jedním z prvních, kdo si osvojil a podporoval klavírní hru ragtime.
Mimo této práce Hylands účinkoval v New Yorku a cestoval po východních USA, řídil hudební divadlo a skládal ragtimeové písně. V roce 1899 založil hudební vydavatelství Hylands, Spencer a Yeager s Lenem Spencerem (nahrávající umělec, který sdílel Fredovu zálibu v ragtime) a zpěvákem Harrym W. Yeagerem.
Hylands zemřel 14. října 1913 během turné v anglickém Lancashiru kvůli komplikacím způsobeným cukrovkou.

## Kompozice
- The Narcissus Gavotte (1897)
- The Darkey Volunteer (1898)
- My Old-Fashioned Girl (1898)
- I'se de Lady Friend of Mister Rastus Jackson (1899)
- Pretty Kitty Clover (1899)
- You Don't Stop the World from Going Round (1899)
- The Prize Cake-Walker is Old Uncle Sam (1899)
- 'Tis Best for Us to Part (1899)
- Upper Coondom (1899)
- Well, I nebber could forgit dat happy Home (1900)
- My Dusky Queen (1901)
- The Japanese Patrol (1904)
- The Beauty Doctor (Musical) (1905)
- Yankee Doodle Girl (Musical) (1905)
- It Looks Like a Good Old Summer Time (1911)
- Be a Good Little Girl (1911)
- Honey Lou! (I Love No One but You) (1912)
- The Rag-Time Boarding House (1912)
- The Lightning Rag (1912)
- Joe! Oh Joe! (Everything Is Cozy and the Lights are Low) (1912)
- You've Got the Rag-i-rit-is (1913)